# Selección de fútbol sub-20 de Saint-Martin
La Selección de fútbol sub-20 de Saint-Martin es el equipo que representa al país en el Campeonato Sub-20 de la Concacaf; y es controlado por el Comité de Fútbol de Saint-Martin.

## Participaciones

### Campeonato Sub-20 de la Concacaf
| Año   | Ronda              | J                  | G                  | E                  | P                  | GF                 | GC                 | DIF                |
| ----- | ------------------ | ------------------ | ------------------ | ------------------ | ------------------ | ------------------ | ------------------ | ------------------ |
| 1962  | No participó       | No participó       | No participó       | No participó       | No participó       | No participó       | No participó       | No participó       |
| 1964  | No participó       | No participó       | No participó       | No participó       | No participó       | No participó       | No participó       | No participó       |
| 1970  | No participó       | No participó       | No participó       | No participó       | No participó       | No participó       | No participó       | No participó       |
| 1973  | No participó       | No participó       | No participó       | No participó       | No participó       | No participó       | No participó       | No participó       |
| 1974  | No participó       | No participó       | No participó       | No participó       | No participó       | No participó       | No participó       | No participó       |
| 1976  | No participó       | No participó       | No participó       | No participó       | No participó       | No participó       | No participó       | No participó       |
| 1978  | No participó       | No participó       | No participó       | No participó       | No participó       | No participó       | No participó       | No participó       |
| 1980  | No participó       | No participó       | No participó       | No participó       | No participó       | No participó       | No participó       | No participó       |
| 1982  | No participó       | No participó       | No participó       | No participó       | No participó       | No participó       | No participó       | No participó       |
| 1984  | No participó       | No participó       | No participó       | No participó       | No participó       | No participó       | No participó       | No participó       |
| 1986  | No participó       | No participó       | No participó       | No participó       | No participó       | No participó       | No participó       | No participó       |
| 1988  | No participó       | No participó       | No participó       | No participó       | No participó       | No participó       | No participó       | No participó       |
| 1990  | No participó       | No participó       | No participó       | No participó       | No participó       | No participó       | No participó       | No participó       |
| 1992  | No participó       | No participó       | No participó       | No participó       | No participó       | No participó       | No participó       | No participó       |
| 1994  | No participó       | No participó       | No participó       | No participó       | No participó       | No participó       | No participó       | No participó       |
| 1996  | No participó       | No participó       | No participó       | No participó       | No participó       | No participó       | No participó       | No participó       |
| 1998  | No participó       | No participó       | No participó       | No participó       | No participó       | No participó       | No participó       | No participó       |
| 2001  | No participó       | No participó       | No participó       | No participó       | No participó       | No participó       | No participó       | No participó       |
| 2003  | No participó       | No participó       | No participó       | No participó       | No participó       | No participó       | No participó       | No participó       |
| 2005  | Abandonó el torneo | Abandonó el torneo | Abandonó el torneo | Abandonó el torneo | Abandonó el torneo | Abandonó el torneo | Abandonó el torneo | Abandonó el torneo |
| 2007  | No clasificó       | No clasificó       | No clasificó       | No clasificó       | No clasificó       | No clasificó       | No clasificó       | No clasificó       |
| 2009  | No clasificó       | No clasificó       | No clasificó       | No clasificó       | No clasificó       | No clasificó       | No clasificó       | No clasificó       |
| 2011  | No participó       | No participó       | No participó       | No participó       | No participó       | No participó       | No participó       | No participó       |
| 2013  | No participó       | No participó       | No participó       | No participó       | No participó       | No participó       | No participó       | No participó       |
| 2015  | No participó       | No participó       | No participó       | No participó       | No participó       | No participó       | No participó       | No participó       |
| 2017  | No participó       | No participó       | No participó       | No participó       | No participó       | No participó       | No participó       | No participó       |
| 2018  | Fase de grupos     | 5                  | 0                  | 1                  | 4                  | 3                  | 23                 | -20                |
| Total | 1/27               | 5                  | 0                  | 1                  | 4                  | 3                  | 23                 | -20                |

## Partidos del Campeonato Sub-20 2018
Victoria
     Empate
     Derrota
| Fecha      | Rival     | Ciudad    | Resultado |
| ---------- | --------- | --------- | --------- |
| 02/11/2018 | Aruba     | Bradenton | 1 - 1     |
| 04/11/2018 | México    | Bradenton | 0 - 4     |
| 06/11/2018 | Granada   | Bradenton | 2 - 5     |
| 08/11/2018 | Nicaragua | Bradenton | 0 - 2     |
| 10/11/2018 | Jamaica   | Bradenton | 0 - 11    |